# Yanis Begraoui
Yanis Begraoui (en arabe : يانيس بجراوي), né le 4 juillet 2001 à Étampes (Essonne), est un footballeur marocain qui évolue au poste d'attaquant au GD Estoril-Praia.

## Biographie

### En club
Yanis Begraoui passe par le Brétigny FCS avant de rejoindre l'AJ Auxerre. Il joue son premier match en professionnel à seulement 16 ans, le 13 avril 2018, lors d'une rencontre de Ligue 2 face au Clermont Foot 63. Il entre en jeu à la place de Birama Touré lors de cette rencontre perdue par son équipe (1-2). Begraoui signe son premier contrat professionnel avec l'AJA le 17 juillet 2018. Il est très vite considéré comme l'un des grands espoirs du club.
Le 29 août 2020, Begraoui inscrit son premier but en professionnel, à l'occasion d'une rencontre de championnat contre LB Châteauroux. Entré en jeu en fin de partie à la place de Mickaël Le Bihan alors que les deux équipes sont à égalités, il donne la victoire à l'AJA quelques minutes plus tard (1-2 score final). En fin de contrat en juin 2021 avec Auxerre, le joueur attise les convoitises de nombreux clubs comme le Stade brestois 29 ou les Girondins de Bordeaux selon la presse,.
Le 6 août 2021, il signe au Toulouse FC pour 4 ans. Dix-sept mois plus tard, après trente-trois apparition et 776 minutes de jeu Yanis Begraoui marque son premier but en match officiel avec le club Toulousain, le 8 janvier 2023 à l'occasion des trente-deuxième de finale de Coupe de France contre Lannion,.
En manque de jeu à Toulouse, il est prêté au Pau FC sans option d'achat jusqu'à la fin de la saison. Suivi par Didier Tholot depuis le mercato précédent, Begraoui s'adapte aux exigence de la Ligue 2. Il inscrit un doublé capital face au FC Sochaux, dans la quête du club béarnais afin de valider le maintien lors de la saison 2022-2023.
Le 1er juillet 2024, Yanis Begraoui s'engage avec Estoril Praia en première division portugaise pour une durée de quatre ans.

### En équipe nationale
D'origine marocaine, il représente la France dans les sélections de jeunes. Avec les moins de 19 ans il est retenu pour participer au championnat d'Europe des moins de 19 ans en 2019. Lors de ce tournoi organisé en Arménie, il joue quatre matchs et les jeunes français sont battus en demi-finale par l'Espagne aux tirs au but, bien que Begraoui ait transformé le sien. Par la suite il marque son premier but avec les U19 contre la Russie le 9 septembre 2019 et réalise un doublé contre la Finlande le 16 novembre suivant, qui permet à son équipe de s'imposer (2-0).
Le 22 mars 2023, il retourne avec le Maroc olympique sous le nouveau sélectionneur Issame Charaï pour un match amical face à la Côte d'Ivoire olympique à Rabat dans le cadre des préparations à la Coupe d'Afrique des nations des moins de 23 ans qui se déroulera au Maroc en 2023,. Lors de ce match, il entre en jeu à la 45ème minute en remplaçant Amine El Ouazzani (défaite, 2-3). Deux jours plus tard, il reçoit sa première titularisation lors d'un nouveau match amical face au Togo olympique (victoire, 2-0). Il enchaîne en entrant en jeu en deuxième mi-temps face à l'Ouzbékistan olympique, le 27 mars (victoire, 3-0).
Le 9 juin 2023, il figure sur la liste définitive d'Issame Charaï pour prendre part à la Coupe d'Afrique des nations des moins de 23 ans qui a lieu au Maroc. Les matchs de phase de groupe ont lieu en fin de mois de juin contre la Guinée olympique, le Ghana olympique et la RD Congo olympique au Complexe sportif Moulay-Abdallah de Rabat. Le 15 juin 2023, il est titularisé à l'occasion d'un match de préparation contre la Mauritanie, qu'il parvient à battre sur le score de 4-1. Entré en jeu lors du premier match de la compétition contre la Guinée olympique (victoire, 2-1), il reçoit sa première titularisation lors de la deuxième journée de la CAN U23 contre le Ghana olympique, délivre une passe décisive avant d'inscrire un doublé, validant ainsi son ticket pour les demi-finales de la compétition après une victoire de 5-1,. La finale est remportée par le Maroc contre l'Égypte olympique grâce à un premier but de Begraoui sur une passe décisive de Bilal El Khannouss, avant qu'Oussama Targhalline n'offre le but de la victoire en fin de prolongation (victoire, 2-1),.
Sélectionné en septembre 2023, il dispute un match amical le 7 septembre contre le Brésil olympique à Fès en étant titularisé par Issame Charaï (victoire, 1-0),. Un deuxième match amical prévu le 11 septembre dans la même ville est annulé par la fédération marocaine à la suite du séisme au Maroc,.

## Statistiques

### Statistiques détaillées
| Saison                | Club                  | Championnat           | Championnat | Championnat | Championnat | Coupe(s) nationale(s) | Coupe(s) nationale(s) | Coupe(s) nationale(s) | Compétition(s) continentale(s) | Compétition(s) continentale(s) | Compétition(s) continentale(s) | Compétition(s) continentale(s) | Maroc | Maroc | Maroc | Total | Total | Total |
| Saison                | Club                  | Division              | M.          | B.          | P.d.        | M.                    | B.                    | P.d.                  | Comp.                          | M.                             | B.                             | P.d.                           | M.    | B.    | P.d.  | M.    | B.    | P.d.  |
| 2017-2018             | AJ Auxerre            | Ligue 2               | 4           | 0           | 0           | -                     | -                     | -                     | -                              | -                              | -                              | -                              | -     | -     | -     | 4     | 0     | 0     |
| 2018-2019             | AJ Auxerre            | Ligue 2               | 7           | 0           | 0           | 1                     | 0                     | 0                     | -                              | -                              | -                              | -                              | -     | -     | -     | 8     | 0     | 0     |
| 2019-2020             | AJ Auxerre            | Ligue 2               | 3           | 0           | 0           | 1                     | 0                     | 0                     | -                              | -                              | -                              | -                              | -     | -     | -     | 4     | 0     | 0     |
| 2020-2021             | AJ Auxerre            | Ligue 2               | 19          | 2           | 0           | 2                     | 0                     | 0                     | -                              | -                              | -                              | -                              | -     | -     | -     | 21    | 2     | 0     |
| Sous-total            | Sous-total            | Sous-total            | 33          | 2           | 0           | 4                     | 0                     | 0                     | -                              | -                              | -                              | -                              | -     | -     | -     | 37    | 2     | 0     |
| 2021-2022             | Toulouse FC           | Ligue 2               | 24          | 0           | 1           | 5                     | 0                     | 0                     | -                              | -                              | -                              | -                              | -     | -     | -     | 29    | 0     | 1     |
| 2022-2023             | Toulouse FC           | Ligue 1               | 3           | 0           | 0           | 2                     | 1                     | 0                     | -                              | -                              | -                              | -                              | -     | -     | -     | 5     | 1     | 0     |
| 2023-2024             | Toulouse FC           | Ligue 1               | 14          | 0           | 0           | 1                     | 0                     | 0                     | C3                             | 3                              | 0                              | 0                              | -     | -     | -     | 18    | 0     | 0     |
| Sous-total            | Sous-total            | Sous-total            | 41          | 0           | 1           | 8                     | 1                     | 0                     | -                              | 3                              | 0                              | 0                              | -     | -     | -     | 52    | 1     | 1     |
| 2022-2023             | Pau FC (prêt)         | Ligue 2               | 18          | 9           | 0           | -                     | -                     | -                     | -                              | -                              | -                              | -                              | -     | -     | -     | 18    | 9     | 0     |
| Sous-total            | Sous-total            | Sous-total            | 18          | 9           | 0           | -                     | -                     | -                     | -                              | -                              | -                              | -                              | -     | -     | -     | 18    | 9     | 0     |
| Total sur la carrière | Total sur la carrière | Total sur la carrière | 93          | 11          | 1           | 12                    | 1                     | 0                     | -                              | 3                              | 0                              | 0                              | 0     | 0     | 0     | 108   | 12    | 1     |

### En sélection marocaine
Le tableau suivant liste les rencontres de l'équipe du Maroc U23 des catégories des jeunes dans lesquelles Yanis Begraoui a été sélectionné depuis le 22 mars 2023.
| Catégorie | Date             | Lieu       | Adversaire             | Résultat | Minutes | Compétition  | Buts | Passes | Capitaine | Club        |
| --------- | ---------------- | ---------- | ---------------------- | -------- | ------- | ------------ | ---- | ------ | --------- | ----------- |
| Maroc U23 | 22 mars 2023     | Rabat      | Côte d'Ivoire          | 2 – 3    | 45 min  | Match amical | 0    | 0      | Non       | Pau FC      |
| Maroc U23 | 24 mars 2023     | Rabat      | Togo                   | 2 – 0    | 63 min  | Match amical | 0    | 0      | Non       | Pau FC      |
| Maroc U23 | 27 mars 2023     | Rabat      | Ouzbékistan            | 3 – 0    | 27 min  | Match amical | 0    | 0      | Non       | Pau FC      |
| Maroc U23 | 15 juin 2023     | Rabat      | Mauritanie             | 4 – 1    | -       | Match amical | 0    | 0      | Non       | Pau FC      |
| Maroc U23 | 19 juin 2023     | Rabat      | Zambie                 | 3 – 1    | -       | Match amical | 0    | 0      | Non       | Pau FC      |
| Maroc U23 | 24 juin 2023     | Rabat      | Guinée                 | 2 – 1    | 26 min  | CAN U23      | 0    | 0      | Non       | Pau FC      |
| Maroc U23 | 27 juin 2023     | Rabat      | Ghana                  | 5 – 1    | 66 min  | CAN U23      | 2    | 1      | Non       | Pau FC      |
| Maroc U23 | 4 juillet 2023   | Rabat      | Mali                   | 2 – 2    | 69 min  | CAN U23      | 0    | 0      | Non       | Toulouse FC |
| Maroc U23 | 8 juillet 2023   | Rabat      | Égypte                 | 2 – 1    | 73 min  | CAN U23      | 1    | 0      | Non       | Toulouse FC |
| Maroc U23 | 7 septembre 2023 | Fès        | Brésil                 | 1 – 0    | 90 min  | Match amical | 0    | 0      | Non       | Toulouse FC |
| Maroc U23 | 12 octobre 2023  | Casablanca | Irak                   | 0 – 1    | 62 min  | Match amical | 0    | 0      | Non       | Toulouse FC |
| Maroc U23 | 16 octobre 2023  | Casablanca | République dominicaine | 3 – 1    | 85 min  | Match amical | 1    | 0      | Non       | Toulouse FC |
| Maroc U23 | 16 novembre 2023 | Murcie     | Danemark               | 0 – 3    | 90 min  | Match amical | 0    | 0      | Non       | Toulouse FC |
| Maroc U23 | 21 novembre 2023 | Murcie     | États-Unis             | 1 – 0    | 76 min  | Match amical | 0    | 0      | Non       | Toulouse FC |
| Maroc U23 | 22 mars 2024     | Antalya    | Ukraine                | 1 – 0    | 90 min  | Match amical | 0    | 0      | Non       | Pau FC      |
| Maroc U23 | 26 mars 2024     | Antalya    | Pays de Galles         | 2 – 0    | 2 min   | Match amical | 0    | 0      | Non       | Pau FC      |
| Maroc U23 | 4 juin 2024      | Rabat      | Belgique               | 2 – 2    | 18 min  | Match amical | 1    | 0      | Non       | Pau FC      |

## Palmarès

### En club
- Toulouse FC
  - Trophée des champions :
    - Finaliste en 2023.

### En sélection
- Maroc -23 ans
  - Coupe d'Afrique des nations :
    -  Vainqueur : 2023.

### Distinctions personnelles
- 2023 : Dans l'équipe type de la phase de poule de la Coupe d'Afrique des nations U23[33].